# Dysodia nipsa
Dysodia nipsa är en fjärilsart som beskrevs av Druce 1889. Dysodia nipsa ingår i släktet Dysodia och familjen Thyrididae. Inga underarter finns listade i Catalogue of Life.